# Caspar Austa
Caspar Austa, né le 28 janvier 1982 à Elva, est un coureur cycliste estonien. Il participe à des compétitions sur route, en VTT ainsi qu'en cyclo-cross.

## Palmarès sur route

### Par année
- 2002
  - 2e du Grand Prix du Val de Villé
- 2004
  - 2e du championnat d'Estonie du contre-la-montre espoirs
  - 3e du championnat d'Estonie sur route espoirs
- 2006
  - 4e étape du Saaremaa Velotuur
- 2007
  - 2e du SEB Tartu GP
- 2008
  - 2e du championnat d'Estonie du critérium
- 2010
  - 3e du championnat d'Estonie du critérium
- 2011
  - 2e du championnat d'Estonie du critérium
- 2012
  - 5e étape du Saaremaa Velotuur

### Classements mondiaux
| Année           | 2007 |
| --------------- | ---- |
| UCI Europe Tour | 401e |

## Palmarès en VTT

### Championnats d'Europe
- 2009
  -  Médaillé de bronze du cross-country marathon

### Championnats nationaux
| - 2006 - Champion d'Estonie de cross-country - 2008 - 3e du championnat d'Estonie de cross-country - 2009 - Champion d'Estonie de cross-country - 2010 - 2e du championnat d'Estonie de cross-country - 3e du championnat d'Estonie de cross-country marathon - 2011 - 2e du championnat d'Estonie de cross-country marathon - 3e du championnat d'Estonie de cross-country | - 2012 - 2e du championnat d'Estonie de cross-country - 2013 - 2e du championnat d'Estonie de cross-country - 2013 - 2e du championnat d'Estonie de cross-country - 2014 - 2e du championnat d'Estonie de cross-country - 2015 - 3e du championnat d'Estonie de cross-country marathon |  |

## Palmarès en cyclo-cross
- 2016-2017
  - 2e du championnat d'Estonie de cyclo-cross
- 2017-2018
  - 3e du championnat d'Estonie de cyclo-cross